# Cá râu Thái Bình Dương
Polymixia berndti là một loài cá râu tìm thấy ở Ấn Độ và Thái Bình Dương. Loài này phát triển đến chiều dài 47,5 cm (18,7 in).

## Môi trường và khí hậu
Polymixia berndti được tìm thấy tại các địa điểm rạn san hô nước sâu liên quan ở Ấn Độ-Thái Bình Dương. Loài này cũng được phân bố ở Úc, phía bắc Nhật Bản, và trong khu vực thủy sản từ Đông Phi đến quần đảo Hawaii.
Polymixia berndti ở một độ sâu từ 18 – 585 m.

## Xuất hiện và giải phẫu
Các loài có 4-5 gai lưng và 28-31 vây lưng. Nó thường là xanh-sẫm hoặc bạc. 